# Pere Miquel Carbonell i Soler
Pere Miquel Carbonell i Soler   (Barcelona, 8 de febrer de 1434 - Barcelona, 2 d'abril de 1517) fou un historiador, humanista, notari i poeta, arxiver reial de l'Arxiu Reial de Barcelona (1476-1517).

## Família
Era fill de Francesc Carbonell i de Joana des Soler. Era cosí de l'humanista Jeroni Pau i amic de l'ardiaca de Barcelona Lluís Desplà (que fou president de la Generalitat de Catalunya i padrí d'un dels seus nets) i del protonotari reial Joan Peiró, un dels artífexs del desenvolupament de la impremta a Barcelona.
Es casà en primeres núpcies amb Engràcia, amb qui tingué tres fills, dels quals només sobrevisqué el primer:
- Francesc Carbonell
- Pere Miquel
- Baltasar

Va contraure segones núpcies amb Eulàlia, vídua de Pere Morer, mercader de Barcelona.

## Biografia

### Guerra civil catalana
Durant les convulsions de la Catalunya del segle xv fou partidari del partit oligàrquic i constitucionalista, la Biga.

### Arxiver reial
Fou nomenat notari públic pel rei Alfons V d'Aragó "el Magnànim" l'any 1458, càrrec en el qual el va ratificar el rei Joan II d'Aragó "el Gran". Aquest darrer monarca el nomenà, el 1476, arxiver reial i escrivà reial
El seu fill Francesc Carbonell també fou notari i arxiver reial, i substituí el seu pare a l'Arxiu Reial de Barcelona, de forma progressiva i amb especial intensitat a partir del 1510, i definitivament a la seva mort. El net de Pere Miquel Carbonell, fill de Francesc, anomenat Francesc Miquel Carbonell, també obtingué el càrrec d'arxiver reial per privilegi de Carles I.

## Obra
Gran afeccionat a les lletres clàssiques, reuní una important biblioteca, de la qual copià i anotà molts dels seus còdexs. Era un gran cal·lígraf.
Tot i inscriure's en el moviment humanista i, per tant, cultivar la llengua llatina i els clàssics, rebutjant en bona part la tradició cultural catalana anterior, s'interessà per la llengua catalana, la qual cosa el portà a copiar, ordenar i interpolar les Regles d'esquivar vocables o mots grossers o pagesívols de Bernat Fenollar i Jeroni Pau, a escriure nombroses cobles en català i a una "Dansa de la mort", adaptada del francès, que seguia encara les normes de la gaia ciència o gai saber, amb poca qualitat literària.
Va mantenir relacions literàries amb els juristes Francesc de Casa-saja i Joan Vilar, amb el bibliòfil Guillem Fuster i amb els humanistes Antonio i Alessandro Geraldini, Teseu Valentí i Jeroni Pau.
El seu càrrec d'arxiver feu que es decantés pels estudis històrics, entre els quals ressalten el recull biogràfic en llatí De viris illustribus catalanis, un conjunt de quinze biografies breus d'erudits del seu temps, dins de l'àmbit de les terres de parla catalana. És autor de les Chròniques d'Espanya, que inicià el 1495 i va concloure el 1513, les quals comprenen des dels temps primitius fins a la mort de Joan II, obra que serví de referència per als historiadors posteriors. El 1496, seguint ordres de Ferran II, va escriure una genealogia dels comtes-reis catalans, en la qual consigna Bernat de Septimània com a primer comte de Barcelona.
El 1516, va concloure una arreplega de processos de la inquisició a Barcelona, comentada en català, que comprèn el període 1487-1507, el Liber descriptionis reconciliatonisque purgationis et condemnationis haereticorum.
Compongué també una recopilació d'inscripcions llatines de Roma, Barcelona i Tarragona, que sembla li foren facilitades per Jeroni Pau, primera obra catalana d'arqueologia.
Manuel de Bofarull i de Sartorio, arxiver de la Corona d'Aragó fou qui en va transcriure els principals opuscles i en va facilitar la biografia completa.

## La biblioteca de Pere Miquel Carbonell
Un manuscrit que es conserva a l'Arxiu Capitular de la Catedral de Girona, escrit gairebé tot per Pere Miquel Carbonell, conté en un foli un catàleg d'alguns dels llibres que formaven la biblioteca de Carbonell. La transcripció d'aquest foli, inicialment il·legible, ja que estava tot empastifat de negre, potser perquè contenia llibres prohibits, es deu a Jordi Rubió i Balaguer.
Els títols que consten en tal catàleg, de gran interès per a conèixer la difusió de la literatura clàssica i humanista a les terres catalanes, són els següents:
| - Plini naturalis ystoria - Strabo de situ orbis - Herodianus - Cornelius tacitus - Macrobius - Quintilianus de oratoria disciplina - Plautus - Martialis - Commentum Martialis - Aristotelis de animalibus ... - Lactanlius Firmianus - Espistolae Sancti Iheronimi - Espistolae familiares Ciceronis - Comentum super ... - Quintus Asconius - Comentaria Caesaris - Paulus Orosius - Justinus - Diodonus Siculus - Solinus de situ et memorabilibus orbis - Aulus Gellius noctium athicarum - Valerius Maximus - Tusculanas questiones cum allis Ciceronis operibus |  | - Terentius cum commento in uno volumine - Terentius alius - Vegetius de re militari - Sallustius manu mea transcriptus - Sallustius alius - Tibullus ac Aretinus de studiis et litteris ad Baptistam Malatesta, cum fragmentis Sallusti in uno volumine. - Laertius Digenes cum Asia ... in uno volumine - Joannes Tortellis Aretinus - Vocabularium Juniani Maii - Conprehensorium vendidi quia male impressum erat, et ut infra clarius epparebit vocabulari comparavi - Joannes Boccacio de genealogia deorum gentilium - Lactantius - Johannes Boccaccio de casibus otrorum illustrium - Ovidius in uno volumine - Juvenalis - Juvenalis alius - Regule ... - Lucius Florus - Crispi Salustii invectiva Ciceronis contra Cathilinam - Bartholomeo Facius de gestis regis Alfonsi - Antonius Panormita de dictis et factis dicte regis - Suetonio de grammaticis - Hystorie Troiane - Speculum vite humane |  |

Per altra banda, en el citat manuscrit de la Catedral de Girona consta una desiderata, una llista de llibres que Carbonell desitjava adquirir, que aquest va entregar "al biscahí que va en Venècia". Jordi Rubió i Balaguer considera que aquesta comanda de llibres és de cap al 1488, data en la qual el mercader de llibres Martín de Marquina anà cap al nord d'Itàlia. Els títols que hi consten són:
| - Albert el Magne - Lleó papa - Eusebi - Vicençs historial - Josephus - Ciprià Cartaginensis - Joan Crisostom - Gerson |  | - Agustí - Durandus - Damascenus - Pere de Tarantàsia - Opera artis notarie - Gasparinus - Guarinus et allis de ortographia |  |

Finalment, es conserva una altra llista d'encàrrec de compra de llibres, en aquest cas la que Pere Miquel Carbonell va fer al llibreter Riera perquè li comprés a la fira de Lió del dia 8 d'abril de 1501 els següents títols:
| - Agustinus contra Faustum - Omnia opera Alberti Magni - Alcuinus, secretarius Charoli Magni etusque gesta - Paulus Anastasius - Petrus de Paluda - Gorranus - Guarinus, de ortographia - Que scripta seu impressa de ortographia comperientur |  | - Franciscus de Bachone - Gregorius episcopus Turonensis - Joannes Crysostomus super Matheum - Rabanus - Richardus de Mediavilla - Historia hispanica Roderici episcopi Palentini - Formicarius fratis Joannis Nider |  |

A part dels referits inventaris o relacions de llibres, Jordi Rubió i Balaguer assenyalà com a fruit dels seus estudis que havia localitzat sis volums adquirits per Pere Miquel abans del 1484, que són els següents:
- Recull de textos jurídics i formularis notarials, d'autors catalans i estrangers, copiats quasi tots per Carbonell.[15]
- Manuscrit del segle xiv,[16] amb el següent contingut:

- Alanus de plantu nature
- Liber Birrie
- De arbore in qua se suspendunt mulieres
- Sèneca de formula vite
- Philosophia magistri Philippi Elephantis cum versibus Nasonis et Ovidii ac proverbis moralibus commendatione dignis

- Sèneca, Opera.[18]
- Volum que conté els següents tractats:

Nosce te ipsum; Corona senum; De inmensa charitate Dei; De humilitate interiore et pacientia vera; Flos vitae, l'autor dels quals és Joan el Cartoixà (Ioannes Carthusiensis), altrament conegut com a Jean de Mantoue o Giovanni di Dio Certosino.
- Ludolf de Saxònia, Vita Christi.[20]
- Speculum sapientie beati Cirilli episcopi[21]

El CRAI Biblioteca de Fons Antic de la Universitat de Barcelona conserva més d'una vintena d'obres que van formar part de la biblioteca personal Carbonell, així com dos exemples de les marques de propietat que van identificar els seus llibres al llarg de la seva vida.

## Obres
- Obra brocada de la gloriosa Magdalena parlant de penitentia (1454)
- Diuae Mariae Magdalenae oratio (1454)
- Correspondència amb Joan Vilar (1475)
- Correspondència amb Jeroni Pau (1475 i ss)
- Correspondència amb Guillem Fuster (1475)
- Correspondència amb  Lorenzo Lippi (1476)
- De viris illustribus catalanis (1476)
- Correspondència amb D. Beatriu de Pinós (1479, 1470 i 1480).
- Super facto expulsionis hereticorum iuderumque ... nec non recuperatione Comitatum Ruscionis et Cerritaniae (1493)
- Epistula de consolatione pestilentiae (1494)
- Genealogies dels comtes de Barcelona; continuades per l'arxiver Jaume Garcia i per Pere Miquel Carbonell (1496)
- Dansa de la mort (1497)
- De origine vitaque et obitus magistri Bartholomei Oller presbyteri, necnon de facto Joachim et Annae coniugum instauratio (1507)
- Ad Gabrielem Vilell de uita et miraculis diui Seueri Barcinonensis antistis epistulae (1512)
- Chròniques de Espanya fins ací no divulgades (1513)
- De exequiis sepultura et infirmitate Regis Ioannis Secundi (1517)
- Episcoporum Barcinonensium ... ordo et numerus
- De la conservatió e duratió de la ciutat de Barcelona
- Poemes catalans
- Notes sobre Pere d'Aragó